# Heydenia longicollis
Heydenia longicollis is een vliesvleugelig insect uit de familie Pteromalidae. De wetenschappelijke naam is voor het eerst geldig gepubliceerd in 1912 door Cameron.